# Michael Nonbo
Michael Nonbo (født 16. november 1973) er en dansk tidligere fodboldspiller. I dag driver han ejendomsmæglervirksomhed i Risskov ved Aarhus.
Efter at have spillet 355 kampe for 4 klubber i Superligaen og over 600 kampe på topplan indstillede han karrieren i 2006.
Han er den spiller i Danmark der har modtaget flest gule kort i den bedste danske række.
I perioden 1990 – 1995 spillede han en del ungdoms-landskampe for bl.a. U-21 landsholdet.